# مروة خليل
مروة خليل (10 نوفمبر 1983 -)، ممثلة بحرينية.

## عن حياتها
بدأت مشوارها الفني بعام 1996 خلال مشاركتها بعدد من المسلسلات في البحرين ودول الخليج، وكانت بدايتها فعلياً عام 2006 عندما شاركت في مسلسل حبل المودة مع عبد الحسين عبد الرضا، ابتعدت عن المجال الفني بالفترة الأخيرة، كما عملت في مجال الغناء أيضًا.

### حياتها الأسرية
تزوجت في فترة من حياتها من الممثل حميد مراد وأنجبت ابنتها «نور» وقد توفي زوجها في عام 2007.

## أعمالها

### من المسلسلات
- عجايب زمان.
- حبل المودة.
- جنون الليل.
- قيود الزمن.
- وحيد والمخبرين.
- صياحة صياحة.
- عيون من زجاج.
- البارونات.
- ملامح بشر.
- نقش الحنة.
- الساكنات في قلوبنا.
- قصة هوانا - حلقات منفصلة.
- ماشي لخاطري.
- كف ودفوف

## روابط خارجية
- مروة خليل على موقع IMDb (الإنجليزية)
- مروة خليل على موقع قاعدة بيانات الأفلام العربية